# Franz Thedieck (Jurist)
Franz Thedieck (* 5. April 1947 in Lutherstadt Wittenberg; † 19. März 2017 in Karlsruhe) war ein deutscher Rechtswissenschaftler.

## Leben
Franz Thedieck studierte Rechts- und Sozialwissenschaften an der Universität Münster, wo er 1977 promoviert wurde. Von 1980 bis 1990 und von 1999 bis 2012 war Thedieck Professor für Staatsrecht, Allgemeines Verwaltungsrecht und öffentliches Recht an der Hochschule Kehl und Lehrbeauftragter an der Universität Straßburg.
Zwischen seinen beiden Lebensphasen als Professor war Thedieck von 1990 bis 1994 GTZ-Regierungsberater in Lateinamerika für Reformen zur Dezentralisierung und Regionalisierung und von 1994 bis 1999 Leiter der Zentralstelle für öffentliche Verwaltung der Stiftung für internationale Entwicklung in Berlin.
Seit seiner Emeritierung lebte Thedieck in Karlsruhe und leitete seitdem das Steinbeis-Beratungszentrum International Public Management.

## Wirkung
Thedieck war erster Studiendekan des 2001 gegründeten Masterstudiengangs Europäisches Verwaltungsmanagement. Von 2007 bis 2012 war er Beauftragter der Hochschule Kehl für Ethik und Nachhaltige Entwicklung. Neben seiner Lehrtätigkeit war Thedieck unter anderem Gründungsvorsitzender des baden-württembergischen HLB-Landesverbandes und Kuratoriums-Mitglied bei Mehr Demokratie.

## Schriften (Auswahl)
- Franz Thedieck/Joachim Beck (Hrsg.): The European Dimension of Administrative Culture. Schriftenreihe der Deutschen Sektion des Internationalen Instituts für Verwaltungswissenschaften, Band 33. Nomos, Baden-Baden 2008. ISBN 978-3-8329-3861-1.
- Franz Thedieck (Hrsg.): Foundations of administrative culture in Europe. Nomos, Baden-Baden 2007. ISBN 978-3-8329-2675-5.
- Franz Thedieck (Hrsg.): Europäische Entwicklungszusammenarbeit als Herausforderung. Nomos, Baden-Baden 2006. ISBN 3-8329-2293-8
- Franz Thedieck (Hrsg.): Restaurer les capacités de l’administration et de la société civile après un conflit interne ou externe. IISA, Brüssel 1999. ISBN 92-9056-103-3
- Franz Thedieck (Hrsg.): New dimensions in public administration. DSE, Berlin 1998.
- Franz Thedieck (Hrsg.): The role of public administration in promoting economic reform. Berlin-Verl. Spitz, Berlin 1997. ISBN 3-87061-643-1
- Franz Thedieck (Hrsg.): Rezeption deutscher Beiträge zur Verwaltungsmodernisierung für die Zusammenarbeit mit Entwicklungsländern. Berlin-Verl. Spitz, Berlin 1997. ISBN 3-87061-588-5
- Franz Thedieck: Verwaltungskultur in Frankreich und Deutschland. Nomos, Baden-Baden 1992. ISBN 3-7890-2542-9
- Franz Thedieck: Die Bodenrechtsreformprogramme der politischen Parteien SPD, CDU/CSU und FDP und die Sozialbindung des Eigentums. Münster, Univ., Diss., 1977